# Джоанна Гарсіа
ДжоАнна Лінн Гарсіа-Свішер (англ. JoAnna Lynne García-Swisher; нар. 10 серпня 1979, Тампа, Флорида, США) — американська телевізійна акторка, найбільш відома роллю Чеєнн Гарт-Монтгомері в ситкомі The WB «Риба» (2001—2007). Відтоді знялася у серіалах «Ласкаво просимо капітан» (CBS, 2008), «Розпещені» (The CW, 2008—2009), «Мені добре з тобою» (ABC, 2010—2011) та «Ветеринарна клініка» (NBC, 2012). Також мала другорядні ролі в серіалах «Пліткарка» та «Якось у казці», а в 2015 році виконала головну роль у серіалі ABC «Клуб дружин астронавтів».

## Ранні роки
Народилася 1979 року в Тампі, де і росла. Мати — Лорейн Гарсія — домогосподарка, колишня вчителька початкової школи. Батько — Джей Гарсія — гінеколог, кубинець за національністю. Росла разом з братом Майклом Гарсіа. Вперше почала виступати перед публікою в 10 років, пройшовши проби в місцевому театрі і бувши затвердженою на головну роль. Там її помітили люди з Disney Channel, але її батьки наполягли на продовженні навчання в місцевій школі, тому Гарсіа реалізовувала себе як акторка в роботі місцевого театру. Була королевою балу в Католической средней школе Тампы. Під час навчання в середній школі зацікавила продюсерів Nickelodeon і була запрошена на зйомки 3-го сезону серіалу «Чи боїшся ти темряви?», для чого переїжджала з Флориди до Монреаля, де знімалося шоу.

## Особисте життя
З 11 грудня 2010 року одружена з бейсболістом Ніком Свішер, з яким зустрічалася 16 місяців до весілля. У шлюбі народилі дочок Емерсон Джей Свішер (нар. 21.05.2013) та Сейлор Стіві Свішер (нар. 28.06.2016).

## Часткова фільмографія
| Рік         |   | Українська назва           | Оригінальна назва                | Роль                  |
| ----------- | - | -------------------------- | -------------------------------- | --------------------- |
| 1998        | ф | Із Землі на Місяць         | From the Earth to the Moon       | Джулі Шепард          |
| 1999        | с | Гріффіни                   | Family Guy                       | Ліддейн               |
| 2000        | с | Диваки і навіжені          | Freaks and geeks                 | Віккі Епплбі          |
| 2001        | ф | Американський пиріг 2      | American Pie 2                   | Брі Баклі             |
| 2001        | ф | Недитяче кіно              | Not Another Teen Movie           | Сенді Сью             |
| 2001 — 2007 | с | Реба                       | Reba                             | Чеєнн Гарт-Монтгомері |
| 2002 — 2006 | с | Все краще в тобі           | What I Like About You            | Фіона                 |
| 2005        | с | Як я зустрів вашу маму     | How I Met Your Mother            | Меггі Вілкс           |
| 2006        | ф | Посвята Сари               | The Initiation of Sarah          | Корін                 |
| 2008        | с | Розпещені                  | Privileged                       | Меган Сміт            |
| 2009        | с | Пліткарка                  | Gossip Girl                      | Брі Баклі             |
| 2010        | ф | Помста подружок нареченої  | Revenge of the Bridesmaids       | Паркер                |
| 2012        | с | Дорогий доктор             | Royal Pains                      | доктор Ніна Грін      |
| 2012        | ф | Про чорт, це ти            | Oh Fuck, It's You                | Венді Кук             |
| 2013        | ф | Стажери                    | The Internship                   | Меган                 |
| 2013 — 2017 | с | Якось у казці              | Once upon a time                 | Аріель                |
| 2015        | с | Клуб дружин астронавтів    | Astronaut Wives Club             | Бетті Гріссом         |
| 2017        | ф | Махач вчителів             | Fist Fight                       | Меґґі                 |
| 2017        | с | Кевін (напевно) рятує світ | Kevin (Probably) Saves the World | Емі Кабрера           |
| 2020        | с | Солодкі магнолії           | Sweet Magnolias                  | Медді Таунсенд        |